# Список дипломатичних місій на Мальті

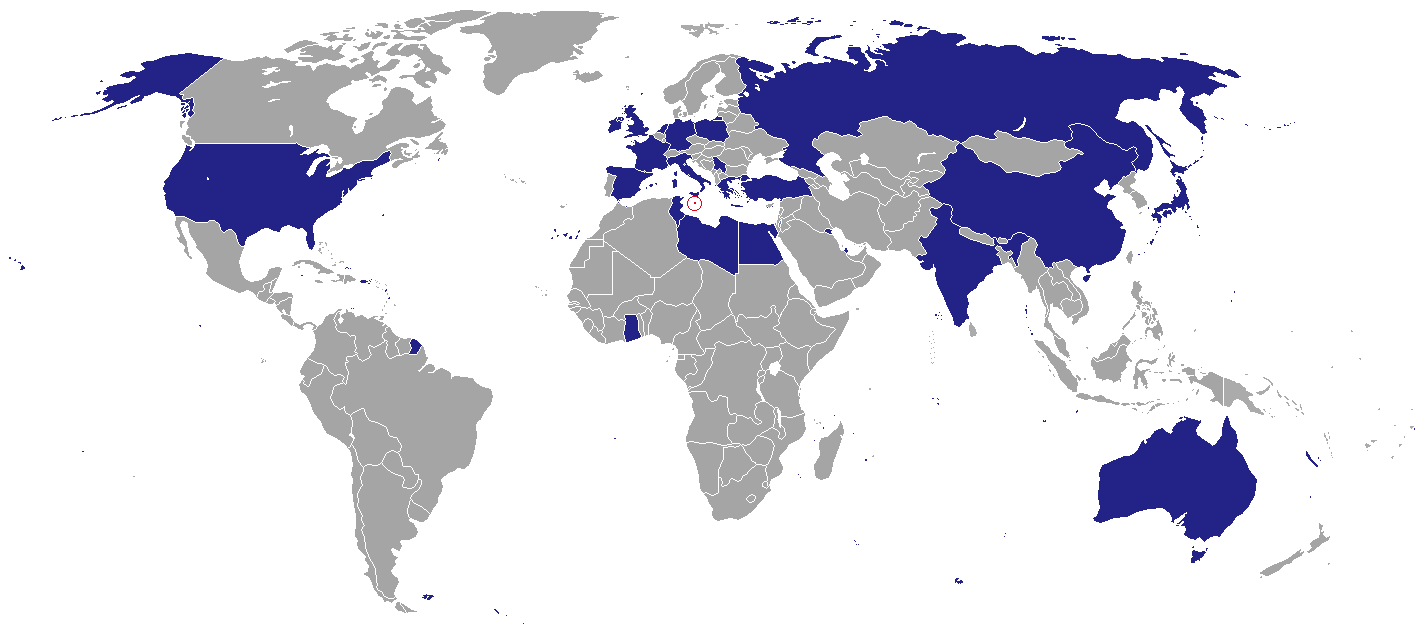
Країни, які мають посольство на Мальті.

Нижче наведено список дипломатичних місій на Мальті. Наразі на Мальті знаходяться 20 посольств та дві високі комісії (представництва країн Співдружності) країн світу. Декілька інших країн мають акредитованих послів в інших містах, в основному в Римі та Триполі.

## Посольства та високі комісії
- Австралія (висока комісія)
- Ватикан
- Гана
- Велика Британія (висока комісія)
- Греція
- Єгипет
- Ірландія
- Іспанія
- Італія
- КНР
- Кувейт
- Лівія
- Мальтійський орден
- Нідерланди
- Німеччина
- Палестина
- Росія
- США
- Туніс
- Туреччина
- Франція

## Акредитовані посли

### Рим
- Азербайджан
- Бельгія
- Білорусь
- Болгарія
- Боснія і Герцеговина
- Венесуела
- В'єтнам
- Вірменія
- Данія
- Замбія
- Ізраїль
- Індонезія
- Ірак
- Іран
- Казахстан
- Канада
- Кенія
- Кіпр
- Колумбія
- Косово
- Куба
- Латвія
- Литва
- Ліван
- Люксембург
- Мавританія
- Марокко
- Мексика
- Молдова
- Нова Зеландія
- Норвегія
- ОАЕ
- Оман
- Панама
- ПАР
- Парагвай
- Перу
- Південна Корея
- Польща
- Румунія
- Саудівська Аравія
- Сенегал
- Сербія
- Сирія
- Словаччина
- Словенія
- Танзанія
- Угорщина
- Україна
- Уругвай
- Фінляндія
- Хорватія
- Чехія
- Чилі
- Чорногорія
- Швейцарія
- Шрі-Ланка
- Японія

### Триполі
- Бангладеш
- Бразилія
- Гвінея
- Ємен
- Малайзія
- Малі
- Нігерія
- Північна Корея
- Сьєрра-Леоне
- Судан
- Філіппіни

### Інші міста
- Лондон
  -  Ісландія
  -  Намібія
  -  Непал
  -  Есватіні
- Туніс
  -  Йорданія
  -  Катар
  -  Пакистан
- Афіни
  -  Таїланд
- Берлін
  -  Камбоджа
- Сан-Марино
  -  Сан-Марино
- Стокгольм
  -  Швеція

## Галерея

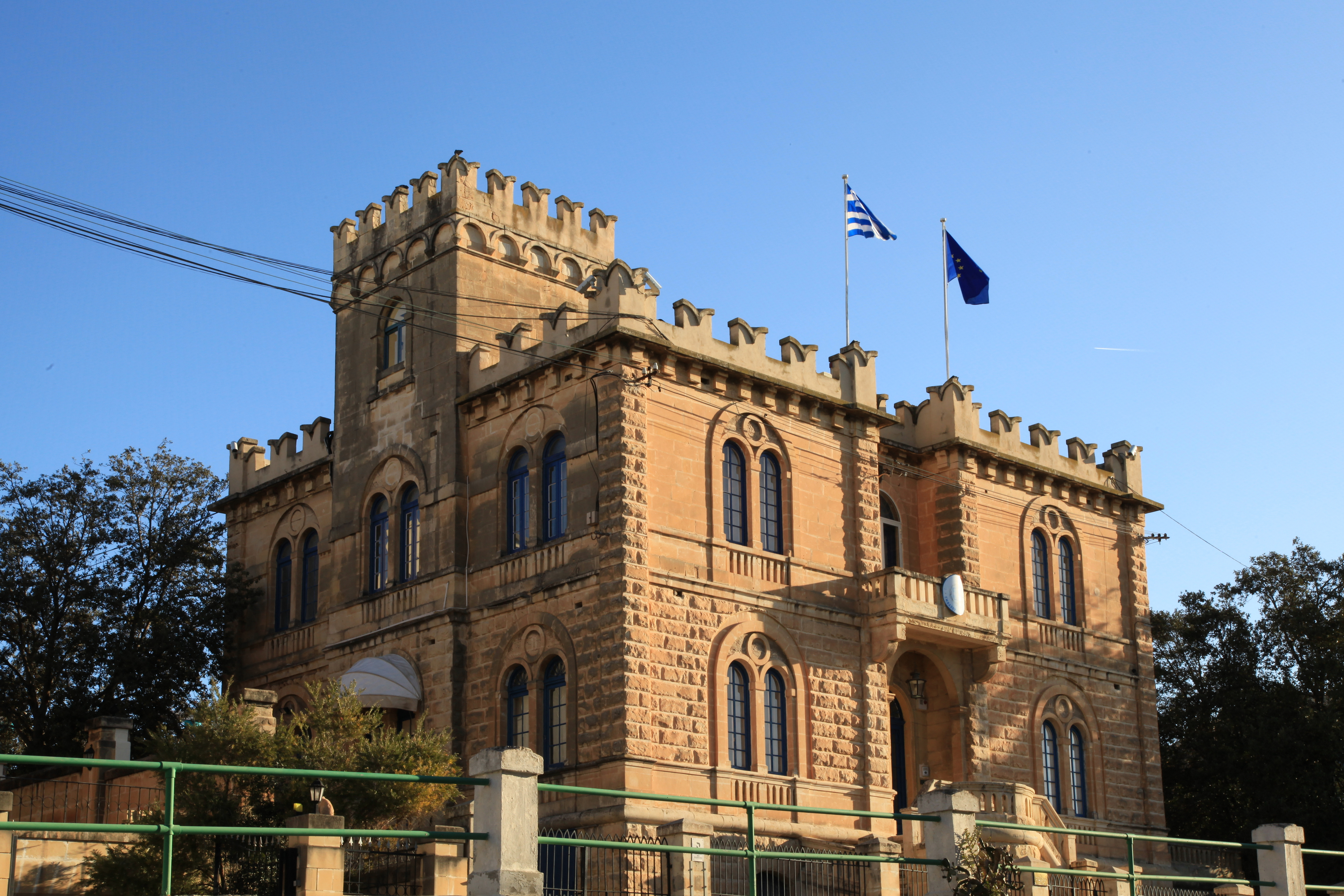
Посольство Греції
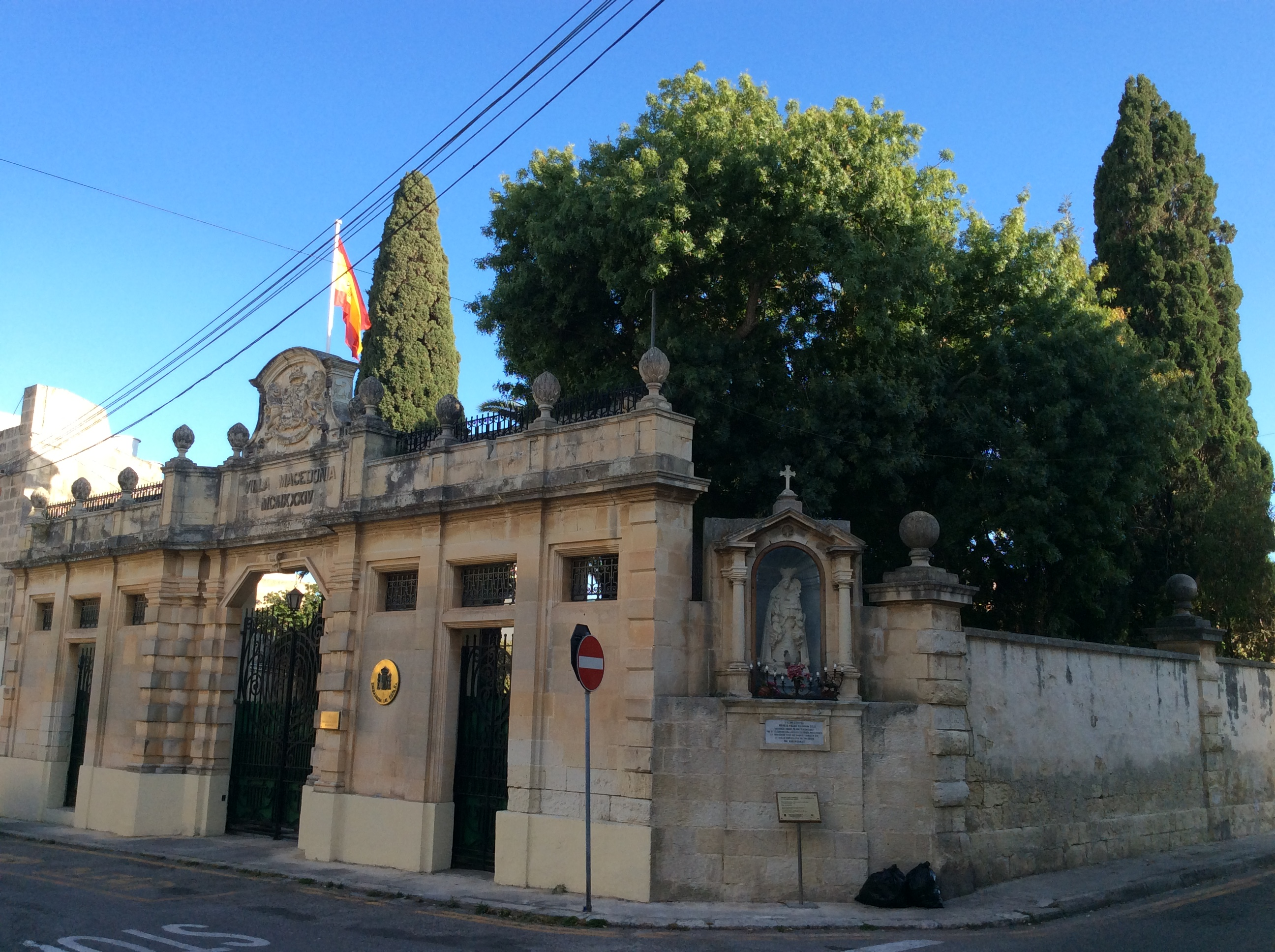
Посольство Іспанії
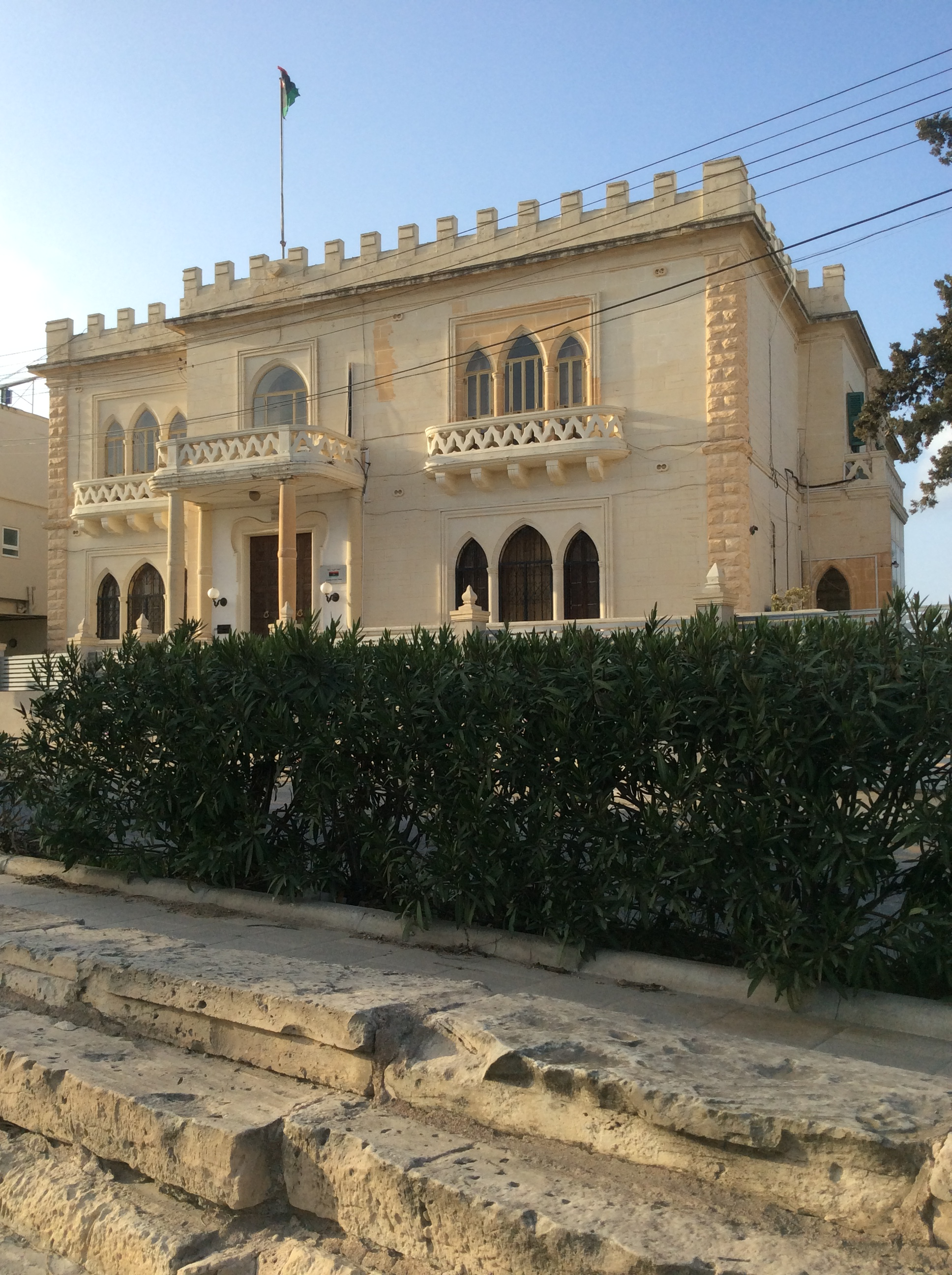
Посольство Лівії
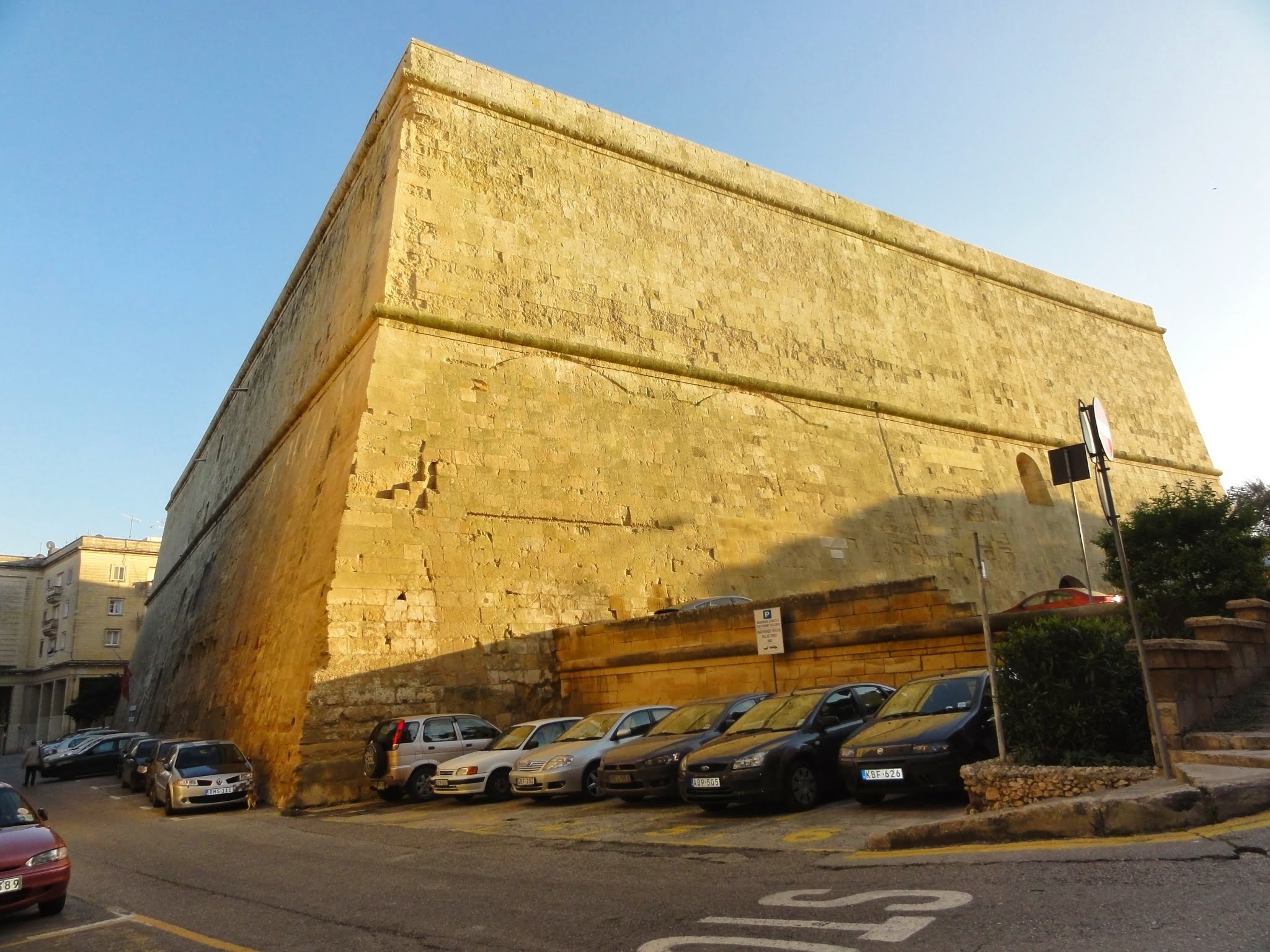
Посольство Мальтійського ордену
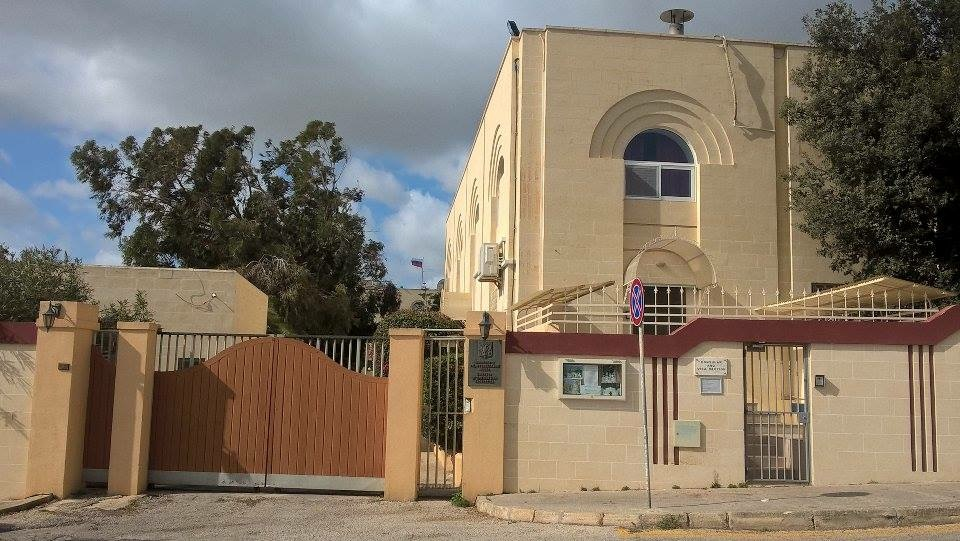
Посольство Росії
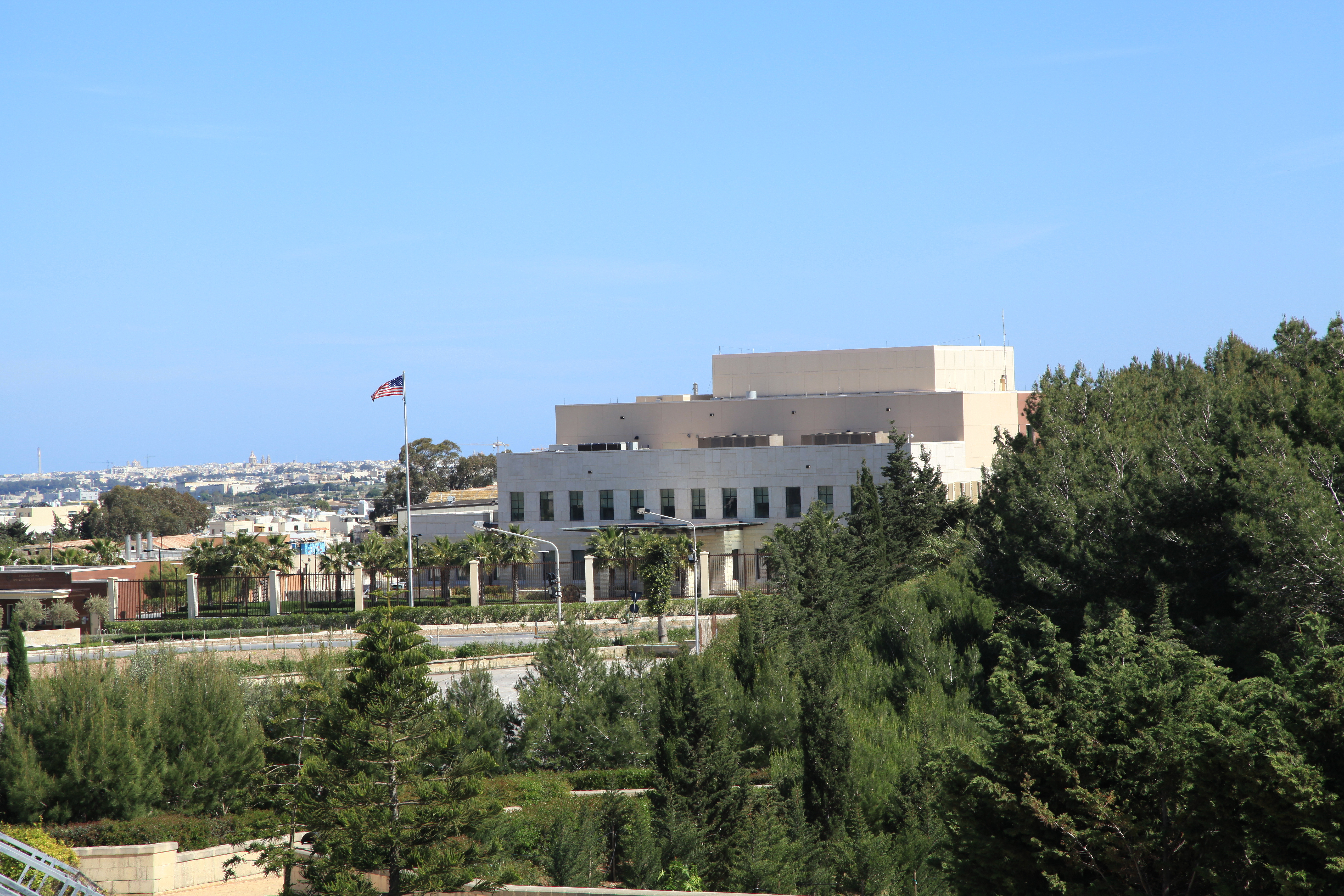
Посольство США
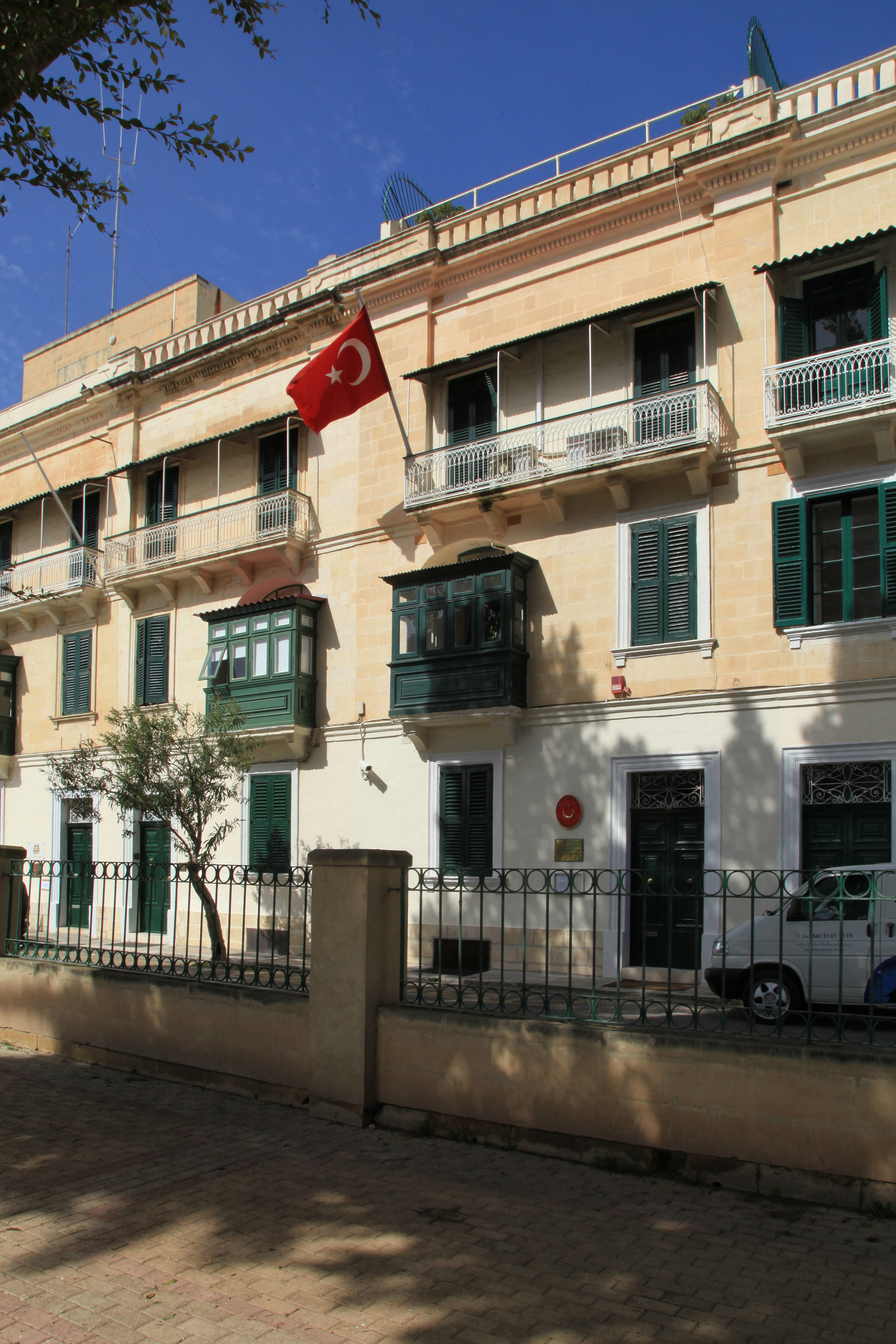
Посольство Туреччини
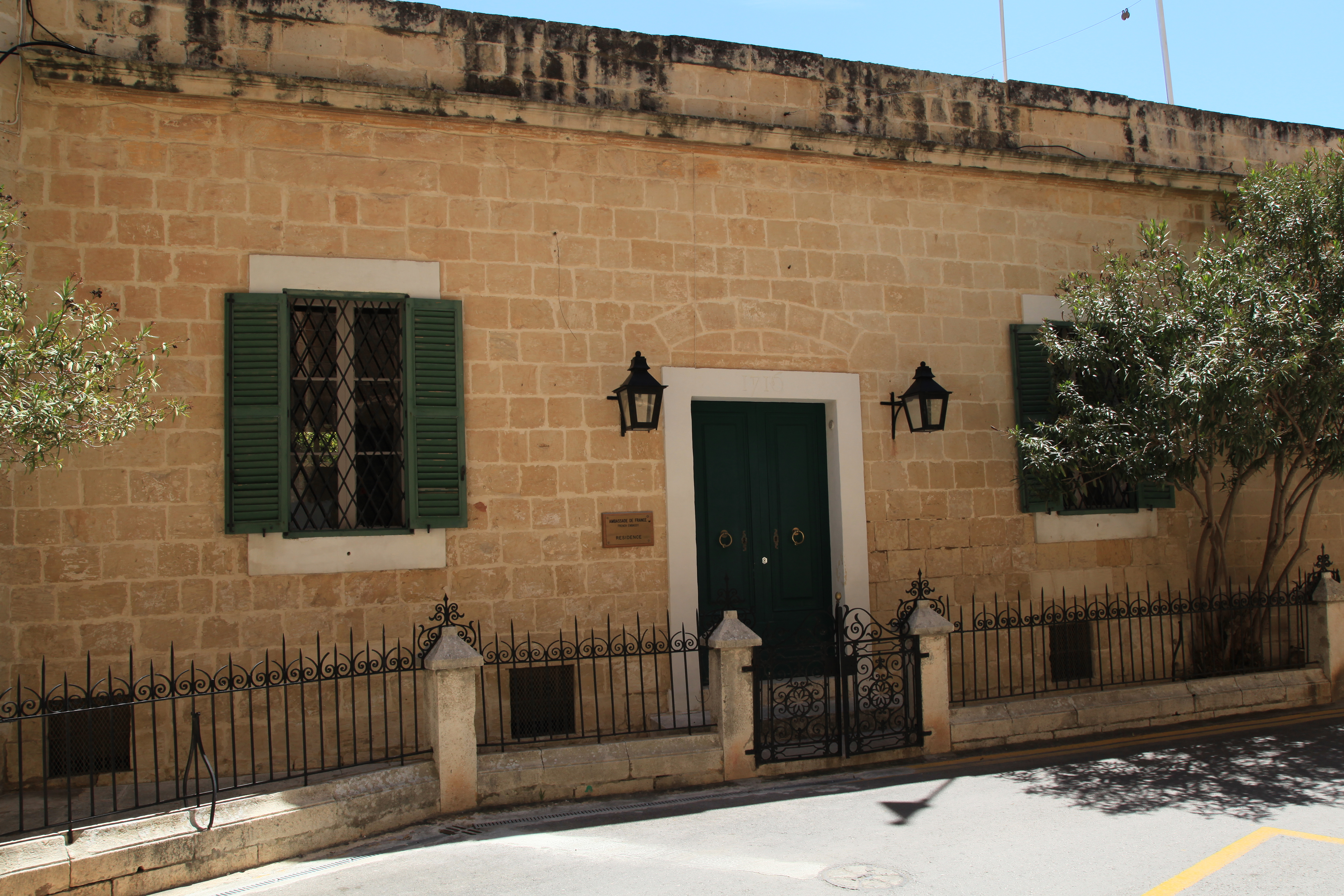
Посольство Франції